# Walter Frisoni
Walter Frisoni (Brescia, 8 settembre 1945) è un ex calciatore italiano, di ruolo attaccante. È il figlio di Evaristo Frisoni.

## Carriera
Dopo essere cresciuto nelle giovanili del Brescia, debutta in Serie A nella stagione 1965-1966 a vent'anni contro il Bologna. La stagione successiva contro l'Atalanta subisce un infortunio al ginocchio destro (lussazione completa) che lo costringe a stare fermo per un anno.
Dopo il recupero viene dato in prestito al Messina in Serie B, facendo ritorno al Brescia la stagione successiva, sempre in seconda serie.
Nel 1969 viene girato alla Reggiana e da qui, nel 1971, al Padova. Nel 1973 passa al Ravenna dove dopo altre due stagioni, a 30 anni, si ritira a causa di un'ernia al disco.

## Palmarès

### Club

#### Competizioni nazionali
- Serie C: 1

Reggiana: 1970-1971